# Torkel Jansson

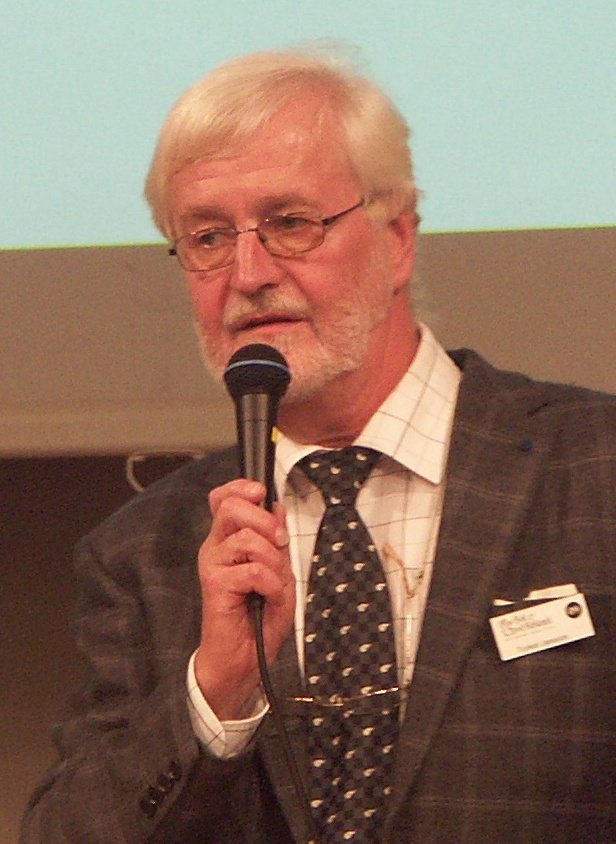
Torkel Jansson 2009.

Torkel Jansson, född 7 mars 1947 i Ramsjö församling, Gävleborgs län,  död den 27 augusti 2018 i Uppsala, var en svensk historiker.
Jansson blev filosofie doktor i historia vid Uppsala universitet 1982, docent 1983, och professor i historia där 1989. Han var inspektor för Gästrike-Hälsinge nation 2001–2010, och var ledamot av flera akademier i Sverige, Finland, Estland och Tyskland, däribland från 1992 Kungl. Gustaf Adolfs Akademien, och från 2007 av Finska Vetenskaps-Societeten. 
Han var ordförande i Universitets- och studenthistoriska sällskapet i Uppsala 2005–2011.
Han var gift med arkivarien Grete Solberg, och far till artisten Nils Jansson, känd som "Kung Henry".